# كاتا هاي
كاتا هاي (بالإنجليزية: Kata Hay)‏ هي كاتبة أغاني ومغنية مؤلفة وموسيقية أمريكية، ولدت في 19 يناير 1987 في سكياتوك في الولايات المتحدة.

## وصلات خارجية
- كاتا هاي على موقع ميوزك برينز (الإنجليزية)